# Kusch-Tepa-Kanal
Der Kusch-Tepa-Kanal (persisch کانال قوش تپه, usbekisch Qoʻshtepa kanali, englisch Qosh Tepa Canal) ist ein seit März 2022 im Bau befindlicher Bewässerungskanal im Norden Afghanistans. Sein Name leitet sich vom Ort Kusch Tepa (persischقوش‌تپه) im Qala-i-zal-Distrikt der nordafghanischen Provinz Kundus ab. Der Kanal selbst beginnt jedoch in der nahegelegenen Nachbarprovinz.

## Projektbeschreibung
Das Wasser für den Kanal wird westlich des Orts Kusch Tepa ca. 90 km nordöstlich von Masar-e Scharif im Distrikt Kaldar (Provinz Balch) an der Grenze zu Tadschikistan vom Fluss Amudarja abgezweigt. Der Kanal verläuft zunächst ca. 10 km in südlicher Richtung, bevor er in westliche Richtung nördlich von Masar-e Scharif weitergeführt wird. Anschließend durchfließt der Kanal die Provinz Dschuzdschan, um dann zukünftig in der Provinz Faryab kurz vor der Grenze zu Turkmenistan zu enden.
Der Kanal wurde mit einer Breite von 115 m und einer Tiefe von 8,5 m im Regelquerschnitt angelegt. Die geneigte Böschung des Kanals wurde weder gepflastert noch betoniert, jedoch wurden zum Schutz vor Bodenerosion Bäume gepflanzt. Das eigentliche Kanalbett wurde ebenfalls aus Kostengründen nicht gepflastert oder verdichtet. Der lockere, über weite Strecken sandige Boden hält das Wasser, jedoch wird mit einem erheblichen Wasserverlust durch Versickern und Verdunsten gerechnet.
Der Kanal wird in zwei Bauabschnitten ohne ausländische technische oder finanzielle Unterstützung gebaut. Der erste Bauabschnitt wurde im März 2022 begonnen und mit einer Länge von 108 km bereits am 19. Mai 2023 fertiggestellt und geflutet. Zum Hochwasserschutz während des Winters wurden in diesem Bauabschnitt 14 Schützen verbaut. Über den Kanal führen die Hairatan-Road-Straßenbrücke sowie die Eisenbahnbrücke der Bahnstrecke Termiz–Masar-e Scharif. Mit dem zweiten Bauabschnitt wurde ebenfalls angefangen. Er soll 177 km lang werden und spätestens 2028 fertiggestellt werden. Optimisten rechnen aufgrund des bisherigen Baufortschritts sogar mit einer Fertigstellung bis 2025. Die Kosten sollen insgesamt 600 Mio. $ betragen. Nach Fertigstellung wird der Kanal eine Gesamtlänge von 285 km haben, anderen Angaben nach sogar 340 km (je nach Streckenführung). Nach Abschluss der Kanalarbeiten soll die Infrastruktur für die Bewässerung verlegt werden.
In das ambitionierte Projekt werden seitens der afghanischen Regierung große Hoffnungen gesetzt, da mit Hilfe des Kanals über 500.000 Hektar Land im Norden Afghanistans bewässert werden sollen. Dies soll die teilweise katastrophale Ernährungslage im Land deutlich entspannen. Die zu erwartende Entnahme der dafür nötigen Wassermenge bereitet den flussabwärts befindlichen Anrainerstaaten des Amudarja – allen voran Usbekistan wegen seiner Abhängigkeit vom Baumwollanbau – große Sorgen, während die afghanische Regierung einerseits Anspruch auf einen Teil der Wasser-Ressourcen erhebt, andererseits aber versichert, eine Eskalation vermeiden zu wollen.

## Probleme und Bedenken
Zur Realisierung des Projektes bestehen nachfolgende Probleme und Bedenken:

### Mangelnde Planung und Infrastruktur
- Fehlender Masterplan für das gesamte Bewässerungssystem
- Fokus liegt ausschließlich auf dem Hauptkanal, obwohl dieser nur 10 % des Gesamtprojekts ausmacht
- Fehlende Seiten-, Sekundär- und Tertiärkanäle für die Wasserverteilung
- Notwendigkeit von Brücken, Schleusen und Pumpstationen wird bislang nicht berücksichtigt
- Keine Strategie für landwirtschaftliche Nutzung und Vermarktung der Produkte

### Technische Herausforderungen
- Hauptkanal wird nicht mit Beton ausgekleidet, was zu Wasserverschwendung führt
- Hohe Versickerungsverluste, insbesondere in den ersten 40 Kilometern durch sandigen Boden (bis zu 30 %)
- Gefahr von Kanalbrüchen, wie bereits im November 2023 geschehen
- Fehlen von Drainage-Kanälen zur Vermeidung von Bodenversalzung

### Finanzierungsprobleme
- Gesamtkosten des Hauptkanals auf 1,5 Milliarden Dollar geschätzt
- Finanzierung hauptsächlich durch Kohleexporte nach Pakistan und strengere Steuererhebung
- Fehlende Mittel für notwendige Infrastrukturmaßnahmen (z. B. für die Betonierung des Kanals)

### Umwelt- und Wasserverteilungsproblematik
- Umleitung von 16 % des Amu Darja verringert Wasserressourcen für Usbekistan und Turkmenistan
- Keine rechtlichen Hindernisse für das Projekt, aber mögliche diplomatische Spannungen
- Gefahr der Bodenversalzung durch steigenden Grundwasserspiegel (wie in ehemaligen sowjetischen Bewässerungsprojekten)
- Fehlende Sensibilisierung für effiziente Wassernutzung und Umweltrisiken

### Internationale Zusammenarbeit und mögliche Lösungen
- Beteiligung der Nachbarstaaten könnte technische und finanzielle Defizite ausgleichen
- Bisher wenig Kooperationsbereitschaft seitens Usbekistans und Turkmenistans
- Verbesserungen (z. B. Abdichtung der ersten 40 km) könnten langfristige Wassereffizienz erhöhen